# Mistrovství Asie v ledolezení 2023
Mistrovství Asie v ledolezení 2023 (anglicky UIAA Ice Climbing Asian Championships) proběhlo 13.-15. ledna 2023 opět v jihokorejském Čchongsongu v ledolezení na obtížnost a rychlost jako součást závodu světového poháru v ledolezení 2022/2023.

## Průběh závodů
Výsledky MA byly odečtené z celkového pořadí závodu SP. O medaile se podělili íránští, japonští, jihokorejští a mongolští závodníci, bez medailí skončili závodníci z Hongkongu.

### Výsledky mužů a žen
| obtížnost                          | obtížnost          | rychlost                           | rychlost            |
| ---------------------------------- | ------------------ | ---------------------------------- | ------------------- |
| muži                               | ženy               | muži                               | ženy                |
| 1. Pak Hi-jong                     | 1. Sin Un-son      | 1. Mohsen Beheshti Rad             | 1. Nyamdoo Selenge  |
| 2. Kwon Younghye                   | 2. Haruko Takeuchi | 2. Kherlen Nyamdoo                 | 2. Lee Sughee       |
| 3. Lee YoungGeon                   | 3. Jeong Woon Wha  | 3. Myungwook Yang                  | 3. Kim Jinyeong     |
|                                    |                    |                                    |                     |
| 4. Mohammadreza Safdarian Korouyeh | 4. Shabnam Asadi   | 4. Hyun Myoungjin                  | 4. Shabnam Asadi    |
| 5. Lim Jaejun                      | 5. Kim Jung-Min    | 5. Baasandorj Davaadorj            | 5. Kim Jina         |
| 6. Park Joon Kyu                   | 6. Park Sunyoung   | 6. Mohammadreza Safdarian Korouyeh | 6. Michiko Ichikawa |
| 7. Gihado Kadota                   | 7. Kim Jina        | 7. Saikhanjargal Otgonbayar        | 7. Kumiko Uehara    |
| 8. Masato Nakajima                 | 8. Junko Sasagawa  | 8. Dorjsurenkhor Otgonkhuu         | 8. Won Jongeun      |
| 9. Hwang Pyeongju                  | 9. Kumiko Uehara   | 9. Lee YoungGeon                   | 9. Junko Sasagawa   |
| 9. Yutaka Shimada                  | 10. Choi Junsang   | 10. Jun Yangpyo                    | 10. Shan Kung Tsz   |
| 17 mužů                            | 16 žen             | 16 mužů                            | 15 žen              |

- Tabulka zobrazuje prvních 10 závodníků MA, výsledky byly odečtené ze závodu SP a výsledkové listiny byly k dispozici také samostatně od SP.